# آیدل کره‌ای
آیدل پاپ کره‌ای یا آیدل کیپاپ اصطلاحی است که برای معرفی یک خواننده و رقصنده در کره جنوبی به کار می‌رود. در کره جنوبی استعدادهای خوانندگی و رقص معمولاً توسط نمایندگی‌هایی (کمپانی) با آزمون یا به‌طور آزاد جذب می‌شوند تا به کارآموز تبدیل شوند.

## در یک نگاه

### سیستم کارآموزی
هر روز صدها داوطلب در آزمون‌های جهانی ای که توسط کمپانی‌ها برگزار می‌شود شرکت می‌کنند تا شانس کارآموز شدن را داشته باشند. سایر افراد یا به‌طور آزاد جذب می‌شوند یا به خوانندگی خیابانی روی می‌آورند. افرادی که آزمون را با موفقیت پشت سر می‌گذارند با کمپانی‌ها قراردادهای طولانی مدتی می‌بندند.
هیچ زمان مشخصی برای آغاز کار یک کارآموز یا آیدل وجود ندارد و حتی ممکن است بسیار جوان باشند.
فرایند کارآموزی ممکن است از چند ماه تا چند سال طول بکشد و معمولاً شامل کلاس‌های خوانندگی، رقص و زبان است که به همراه سایر کارآموزان برگزار می‌شود. گاهی اوقات دوران کارآموزی افراد با تحصیل آنها در مدرسه همراه می‌شود، هرچند که برخی کارآموزان مدرسه یا دانشگاه را برای تمرکز روی آیدل شدن رها می‌کنند. در سال ۲۰۱۲ روزنامه وال استریت نوشت که هزینه کارآموزی یکی از اعضای گروه گرلز جنریشن حدود سه میلیون دلار بوده‌است.
سیستم کارآموزی کیپاپ توسط لی سومان، رئیس کمپانی اس ام به محبوبیت رسید. این سبک به عنوان یک سبک جدید توسط رسانه‌های غربی نیز مورد توجه قرار گرفت و همچنین بیگ بنگ اولین گروه کی پاپ است که سبک کارآموزی که در حال حاضر وحود دارد را تجربه کرد.

### درآمدهای گزارش شده
در سال ۲۰۱۳ درآمد متوسط یک آیدل کیپاپ حدود ۴۶ میلیون وون برآورد شد. این مقدار تقریباً دو برابر درآمد متوسط آیدل‌ها در سال ۲۰۱۰، یعنی ۲۶ میلیون وون بود که نشان دهنده یک افزایش درآمد قابل توجه در سال‌های اخیر بود.
درآمد بعضی از پردرآمدترین آیدل‌های کیپاپ مثل جی دراگون بسیار بیش از این مقادیر بوده‌است برای مثال در سال ۲۰۱۵ جی دراگون به تنهایی ۷۹۰ میلیون وون درآمد داشته‌است.
آیدل‌ها همچنین می‌توانند درآمد بیشتری با امضای قرارداد با شرکت‌های تجارتی و بازرگانی یا تبلیغات کسب کنند.

### شهرت
موج کره‌ای باعث شد آیدل‌های کره‌ای بسیار بیشتر مورد توجه قرار بگیرند. همچنین سایر ابعاد فرهنگ کره مانند فیلم و سریال‌های کره‌ای نیز مورد توجه زیادی قرار گرفت.

### سسنگ‌ها
بعضی از آیدل‌ها مورد هجوم و تعرض بعضی از طرفداران افراطی قرار می‌گیرند و در نتیجه تحت محافظت امنیتی قرار می‌گیرند. برخی از تعرض‌ها به زندگی شخصی آیدل هاست مانند تعقیب کردن آنها، نصب دوربین در خوابگاهشان، حضور در صحنه‌های شخصی زندگی آنها یا حمله به آنها برای ابراز علاقه. این افراد که در کره سسنگ (Sasaeng) نامیده می‌شوند را می‌توان بعد منفی زندگی یک آیدل دانست.